# Aéroport de Karlovy Vary
L’aéroport de Karlovy Vary (tchèque : Letiště Karlovy Vary) (IATA : KLV, ICAO : LKKV) est l'aéroport de Karlovy Vary dans l'ouest de la Bohême. Il est situé sur la commune d'Olšová Vrata, à 6 km au sud-est du centre-ville et est le quatrième aéroport le plus fréquenté de la République tchèque. L'aéroport a accueilli 104 469 passagers en 2013, ce qui constitue un record.

## Histoire
Des plans ont été annoncés en 2011 pour la construction d'un nouveau hall d'embarquement à l'aéroport, pour un coût estimé à 30 millions de couronnes. 99% des passagers utilisant l'aéroport en 2012 étaient russes.

## Compagnies aériennes et destinations
Les compagnies aériennes suivantes effectuent des vols réguliers et des vols charters à partir de l'aéroport de Karlovy Vary : 
| Compagnies | Destinations                                         |
| ---------- | ---------------------------------------------------- |
| Smartwings | En saison charter: Antalya, Héraklion-N. Kazantzákis |